# Dört kapı kırk makam
Dört kapı kırk makam est une expression turque, signifiant littéralement : « Quatre portes quarante étapes ». C'est un système initiatique fait de règles et de préceptes pour atteindre la vérité et être l'homme parfait, Insani Kamil dans l'islam alevi. Hünkar Hajji Bektash Wali (Veli) (1209-1271), s'appuie sur le Coran pour mettre en place ce système initiatique.
Les quatre portes sont :
- Şeriat ou charia : le droit
- Tariqa : la communauté/la voie/le chemin
- Haqiqa : la vérité ultime/vérité divine
- Marifat : la connaissance/la gnose/créer la chose/montrer le miracle

L'accomplissement, dans chacune de ces portes nécessite 10 étapes, soit au total quarante étapes :
| Dört kapı kırk makam = « Quatre portes quarante étapes » | Dört kapı kırk makam = « Quatre portes quarante étapes » | Dört kapı kırk makam = « Quatre portes quarante étapes » | Dört kapı kırk makam = « Quatre portes quarante étapes » |
| --- | --- | --- | --- |
| Şeriat ou charia | Tariqa | Haqiqa | Marifat |
| 1. Croire en l'unicité de Dieu 2. S'instruire, apprendre les Sciences 3. Accomplir la prière (ibadet) 4. Disposer d'un gain licite halâl 5. Être utile à sa famille 6. Ne pas causer de dommage à son environnement 7. Se soumettre aux ordres du Prophète 8. Compassion et indulgence 9. Être propre 10. Se garder de mauvaises actions | 1. Se repentir de ses fautes 2. Obéir aux prescription du Murshid 3. S'habiller proprement 4. Lutter pour le bien 5. Servir son prochain 6. Craindre l'injustice 7. Ne pas tomber dans le désespoir 8. Tirer les leçons d'un incident 9. Répandre le bien (aider son prochain) 10. Avoir le fond ou l'essence du « fakir » | 1. Être décent, pudique 2. Ne pas être égoïste, haineux et rancunier 3. Être abstinent 4. Patience, contentement et sobriété 5. Modestie 6. Générosité 7. Apprendre les Sciences 8. Être tolérant 9. Connaître son essence, son fond 10. Être sage (par sa connaissance) | 1. Être humble, sans prétention et modeste 2. Ne pas voir les défauts de son prochain 3. Ne pas faire l'économie d'une bonne action 4. Aimer chaque créature ou création d'Allah 5. Ne pas discriminer ou différencier les êtres humains 6. S'orienter et orienter vers l'unité 7. Ne pas dissimuler la vérité 8. Connaître le sens, la signification : connaissance divine 9. Apprendre le secret divin 10. Atteindre la présence divine |